# Acacia crenulata
Acacia crenulata é uma espécie de leguminosa do gênero Acacia, pertencente à família Fabaceae.